# Allerød Sø
Allerød Sø er en tidligere sø, nu et moseområde der ligger nord for Farum, vest for Blovstrød i Allerød Kommune. Den var oprindelig en lysåben, lavvandet sø, der er opstået i et dødislandskab efter afsmeltning af en strandet dødis. Søen ligger i en større sammenhængende istidslavning, som kan følges fra Hillerød mod Holte. Med afsmeltningen af isen blev der aflejret mange forskellige materialer, bl.a. store mængder af fint ler.

## Kulturhistorie
Den senere kraftige udnyttelse af egnens tørve- og lerforekomster, kombineret med en ekstensiv landbrugsdrift har siden sat sit kraftige aftryk på landskabet i form af ler- og tørvegrave.
Den oprindelige lavvandede Allerød Sø var fugle- og fiskerig, og det første Allerød, en boplads, lå ved nordenden af søen (Allerød = elleryd betyder rydningen i elleskoven).
Med tiden blev Allerød Søs nære omgivelser gennem rydninger og opdyrkning omdannet til en ”mosaik” af skov, krat og ekstensivt anvendte landbrugsarealer.
Den store landskabsforandring i Allerød Sø-området indtraf i forbindelse med teglværksdriftens opblomstring i Danmark i midten af 1800-tallet. I søens omgivelser var der store forekomster af fint issøler, som er velegnet til teglbrænding. Nu blev søen drænet, tørveforekomsterne gravet op, så lerforekomsterne blev tilgængelige.
To teglværker blev anlagt med vidtstrakte tipvogns-traceer, og en storstilet teglproduktion af mursten og tagtegl begyndte, hvor tørven blev anvendt som brændsel.
Teglperioden sluttede omkring 1940, men sætter stadig sit præg på naturen i form af gravehuller og en mængde større og mindre vandhuller og søer. Mange af de tidligere graveområder er groet til og ved disse steder er der fremkommet en spændende naturpræget skov med mange forskellige fuglearter knyttet til dødt ved.

## Fredning
Den nærliggende Kattehale Mose blev fredet allerede i 1951, men først i 1989 blev der udarbejdet et ”Endeligt fredningsforslag for Allerød Sø og Kattehale Mose”. Fredningssagen blev dog aldrig afsluttet, årene gik og fredningsforslaget dermed teknisk forældet. Men i 2008 blev Allerød Sø – Kattehale Mose omfattet af et nyt fredningsforslag rejst af Danmarks Naturfredningsforening og Allerød Kommune, og i 2011 blev et område på 61 hektar endelig fredet, efter behandling i Naturklagenævnet. Området grænser op til Natura 2000-område nr. 137 Kattehale Mose